# Emmericia
Emmericia is een geslacht van weekdieren uit de klasse van de Gastropoda (slakken).

## Soorten
- Emmericia botici Brusina, 1902 †
- Emmericia canaliculata Brusina, 1870 †
- Emmericia cauponia Esu & Girotti in Esu et al., 2001 †
- Emmericia damini Brusina, 1897 †
- Emmericia expansilabris Bourguignat, 1880
- Emmericia krizanici Brusina, 1902 †
- Emmericia lucana Esu, Girotti & Pisegna Cerone, 2016 †
- Emmericia maeotica Iljina in Iljina et al., 1976 †
- Emmericia mollonensis Truc in Esu et al., 2001 †
- Emmericia multicarinatus Rust, 1997 †
- Emmericia patula (Brumati, 1838)
- Emmericia pliocenica (Sacco, 1886) †
- Emmericia roetzeli Harzhauser & Neubauer in Harzhauser et al., 2012 †
- Emmericia schulzeriana Brusina, 1897 †
- Emmericia subpatula Kókay, 1966 †
- Emmericia truci Schlickum, 1975 †
- Emmericia umbra de Stefani, 1877 †
- Emmericia zivkovici Brusina, 1902 †